# Paratrechina amblyops
Paratrechina amblyops är en myrart som först beskrevs av Auguste-Henri Forel 1892.  Paratrechina amblyops ingår i släktet Paratrechina och familjen myror.

## Underarter
Arten delas in i följande underarter:
- P. a. amblyops
- P. a. rubescens

## Bildgalleri

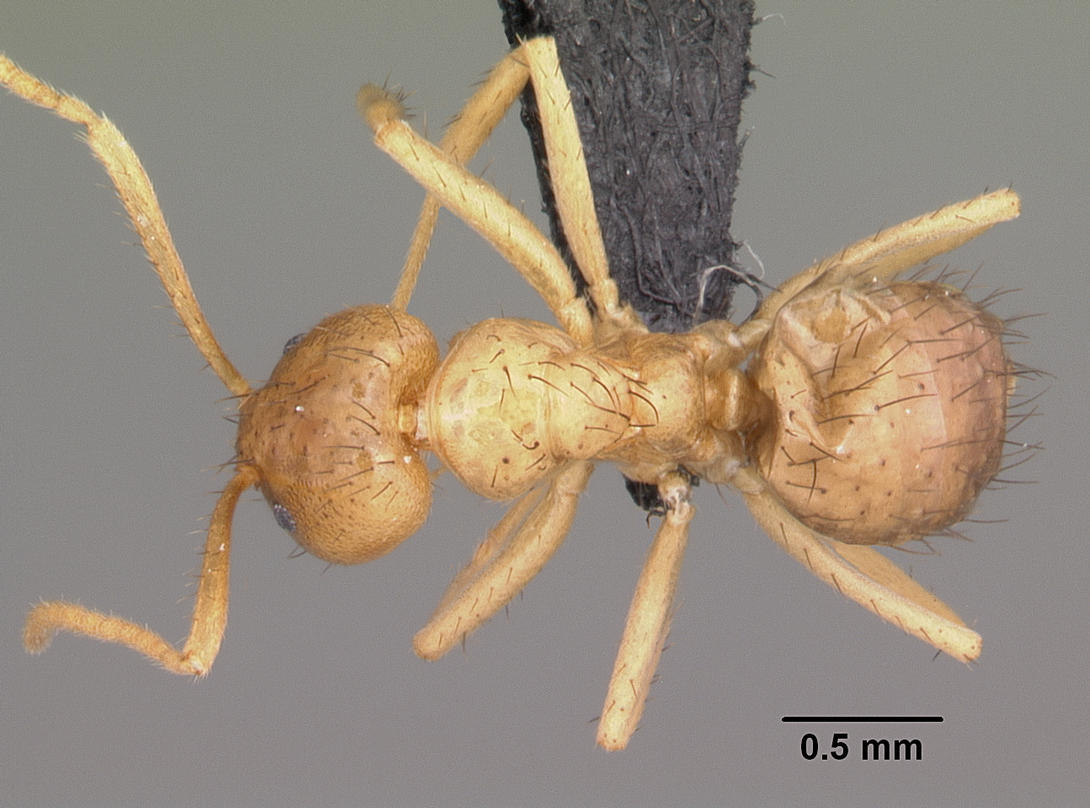
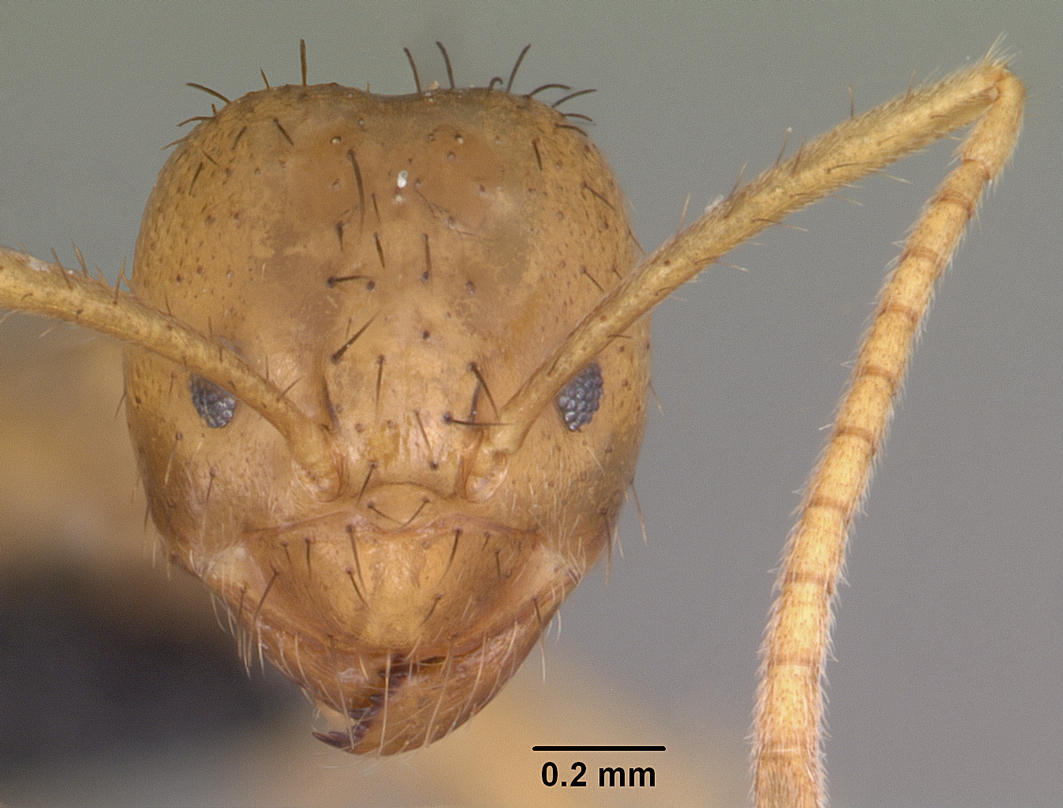
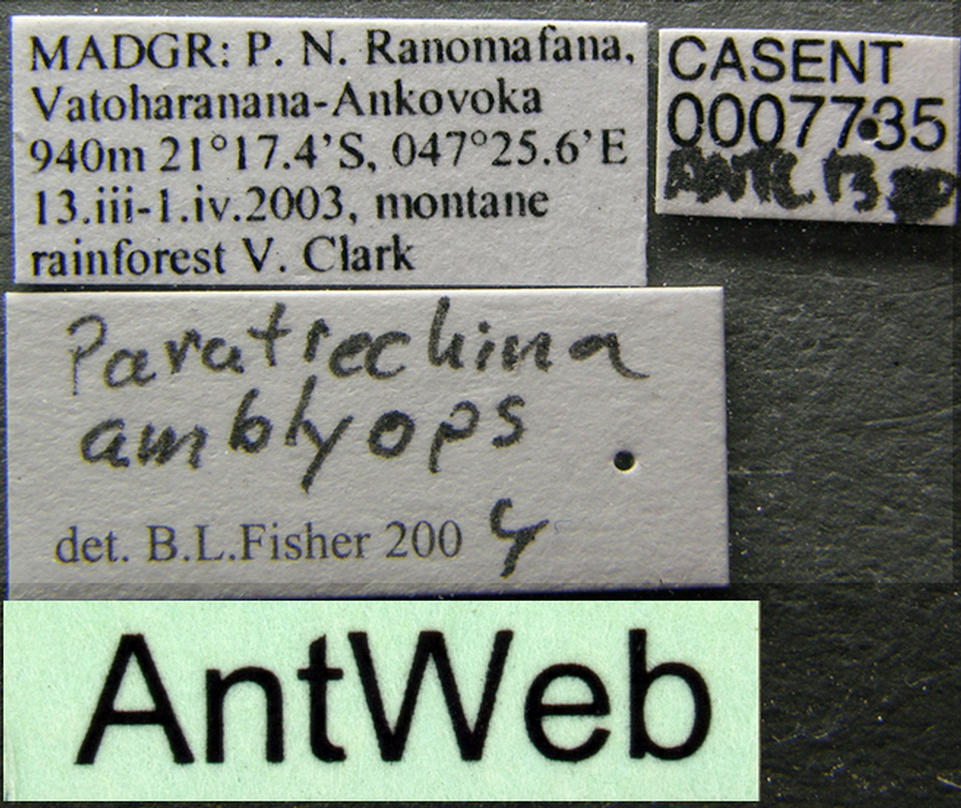
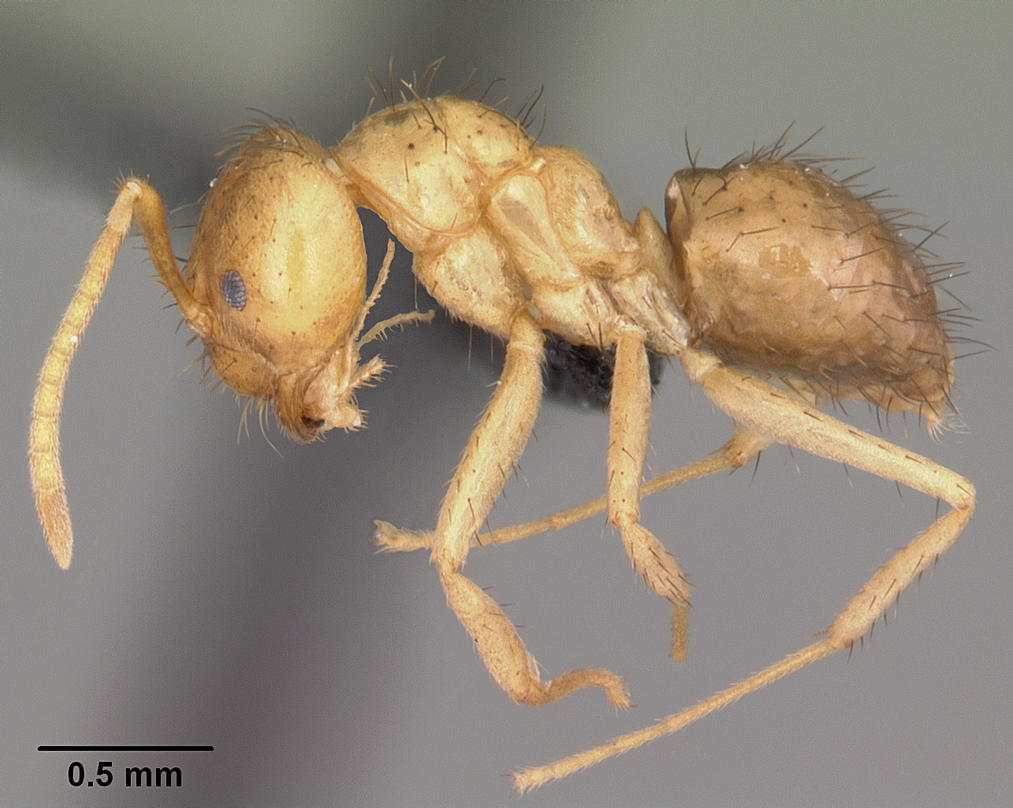
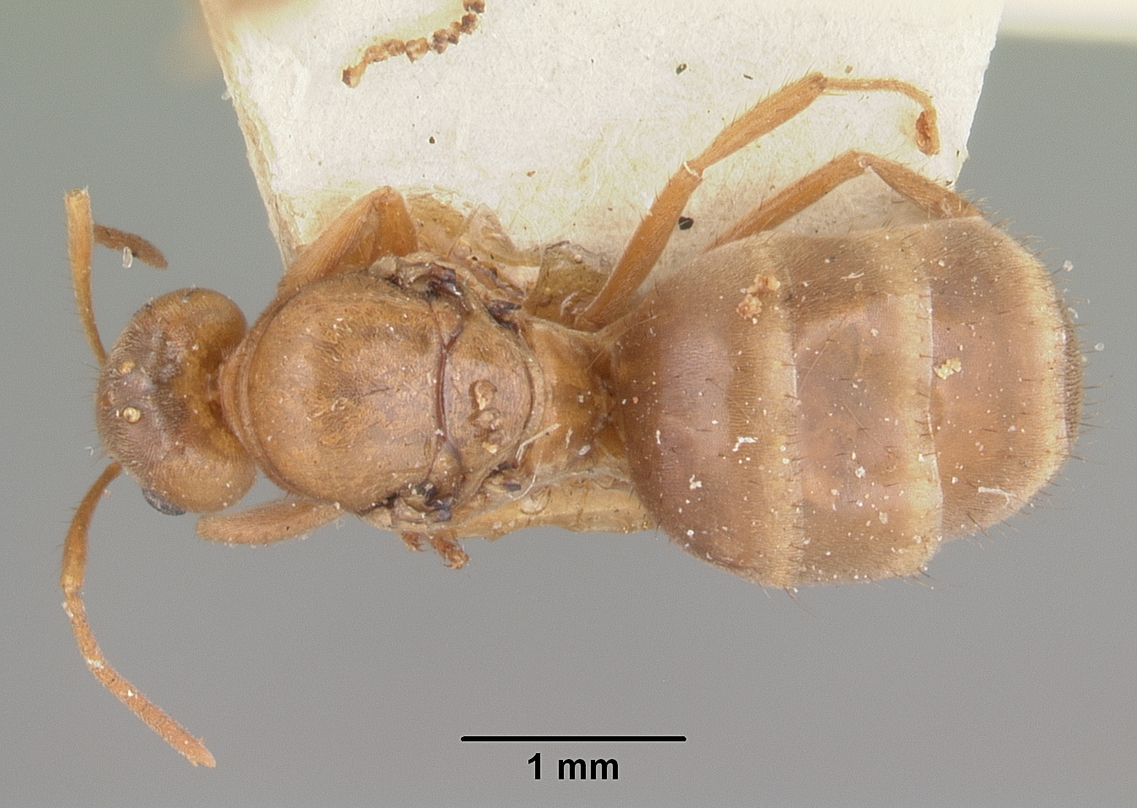
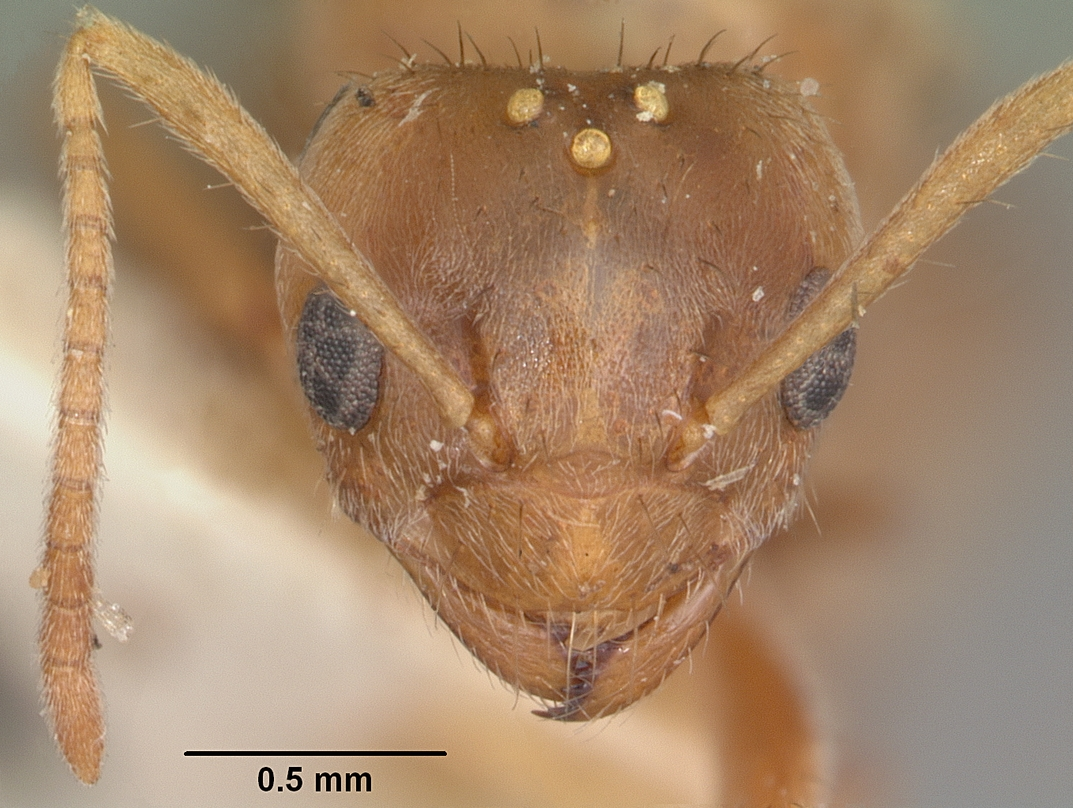